# Jonathan Castroviejo Nicolás
Jónathan Castroviejo Nicolás (Getxo, 27 d'abril de 1987) és un ciclista basc, professional des del 2008. Actualment corre a l'equip Team Ineos.
En el seu palmarès destaquen els Campionats d'Espanya contrarellotge de 2013, 2015, 2017, 2019 i 2023 i el d'Europa de 2016. El mateix 2016 guanyà la medalla de bronze al Campionat del món de l'especialitat.

## Palmarès
- 2009
  - Vencedor d'una etapa del Tour du Haut Anjou
  - Vencedor d'una etapa de la Ronde de l'Isard d'Ariège
  - Vencedor d'una etapa del Tour de l'Avenir
- 2010
  - Vencedor de la classificació dels esprints de la Volta a Catalunya
- 2011
  - Vencedor d'una etapa del Tour de Romandia
  - Vencedor d'una etapa de la Volta a la Comunitat de Madrid
- 2012
  - Vencedor d'una etapa de la Volta a la Comunitat de Madrid
- 2013
  -  Campió d'Espanya de contrarellotge
- 2015
  -  Campió d'Espanya de contrarellotge
- 2016
  -  Campió d'Europa en contrarellotge
- 2017
  -  Campió d'Espanya de contrarellotge
  - Vencedor d'una etapa a la Volta a l'Algarve
- 2018
  -  Campió d'Espanya de contrarellotge
- 2019
  -  Campió d'Espanya de contrarellotge
- 2023
  -  Campió d'Espanya de contrarellotge

### Resultats a la Volta a Espanya
- 2012. 148è de la classificació general. Porta el mallot vermell durant 2 etapes
- 2014. 65è de la classificació general. Porta el mallot vermell durant 1 etapa
- 2016. 36è de la classificació general
- 2018. 100è de la classificació general
- 2023. 60è de la classificació general

### Resultats al Tour de França
- 2013. 97è de la classificació general
- 2015. 24è de la classificació general
- 2017. 60è de la classificació general
- 2018. 70è de la classificació general
- 2019. 50è de la classificació general
- 2020. No surt (19a etapa)
- 2021. 23è de la classificació general
- 2022. 49è de la classificació general
- 2023. 15è de la classificació general

### Resultats al Giro d'Itàlia
- 2014. 57è de la classificació general
- 2020. 24è de la classificació general
- 2021. 23è de la classificació general
- 2022. 64è de la classificació general